# .pk
.pk là tên miền Quốc gia cấp cao nhất (ccTLD) của Pakistan. Được quản lý bởi PKNIC. Trước đây, việc đăng ký ở cấp 3 dưới những tên miền sau:
- .COM.PK - Kinh doanh chung hay cá nhân
- .NET.PK - Kinh doanh liên quan đến mạng
- .EDU.PK - Cơ quan giáo dục
- .ORG.PK - Tổ chức phi lợi nhuận
- .FAM.PK - Gia đình và Tổ chức
- .BIZ.PK - Kinh doanh chung, quảng bá thương hiệu
- .WEB.PK - Trang web
- .GOV.PK - Tên miền cho chính phủ Pakistan
- .GOB.PK - Tên miền cho chính phủ Baluchistan
- .GOK.PK - Tên miền cho chính phủ Azad Kashmir
- .GON.PK - Tên miền cho chính phủ NWFP
- .GOP.PK - Tên miền cho chính phủ Punjab
- .GOS.PK - Tên miền cho chính phủ Sindh

Tuy nhiên, vào năm 2005 việc đăng ký tên miền cấp 2 đã được cho phép, bắt đầu với Giai đoạn Mặt trời mọc cho công ty giữ thương hiệu. PKNIC bắt đầu mở rộng đăng ký tên miền.pk vào ngày 20 tháng 6 năm 2006 sau thời kỳ đó đi qua.